# درباری

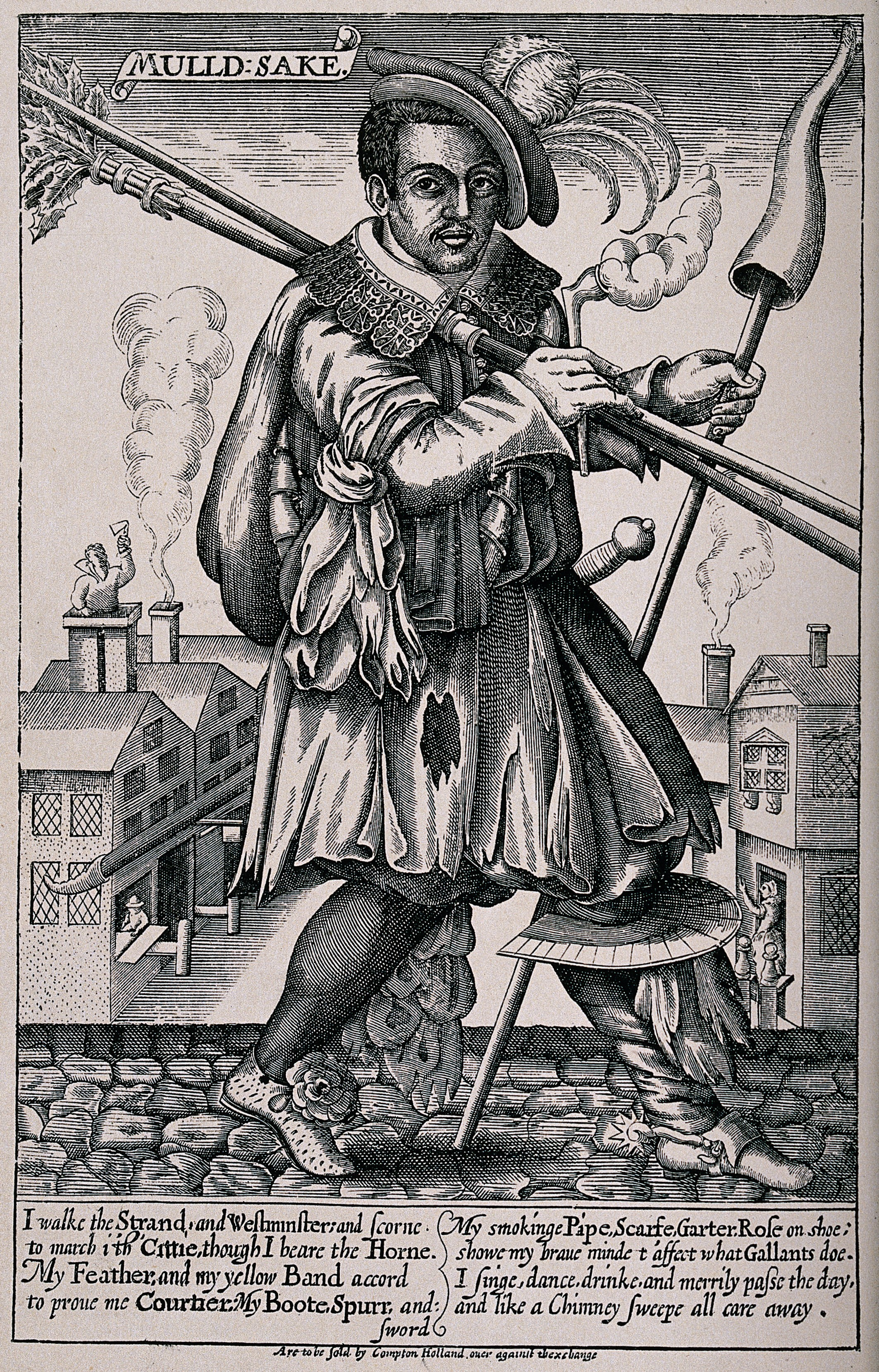
درباری

درباری (انگلیسی: Courtier) شخصی است که غالباً در دربار سلطنتی یک پادشاه یا دیگر شخصیت‌های پادشاهی حضور دارد.